# TraXX FM
TraXX FM est une station de radio de langue anglaise exploitée par Radio Televisyen Malaysia. Elle a commencé à diffuser le 1er janvier 1950. La station fonctionne 24 heures par jour, avec des nouvelles chaque heure.
Selon Nielsen Radio Audience Measurement (RAM) réalisé en 2009, TraXX FM est la cinquième station de radio en langue anglaise, la plus écoutée en malaisie.

## Histoire
La station était connue sous le nom de Blue Network, Radio 4 et Radio Malaysia Channel 4. C'était la seule station de radio en langue anglaise de la Malaisie jusqu'en 1994, où le monopole a été rompu par le lancement de TIME Highway Radio.

### L'image de la marque
Le nom "TraXX" (utilisé depuis avril 2005, dans le cadre de la ré-image des stations de radio de RTM) est dérivé du mot « TRACK » (piste, chanson...) et « XX », plus tard, désignant l'ancien slogan « Xperience the Xcitement » (Expérimentez l'excitation).

## Actualités
Comme pour tous ses canaux sœurs sur RTM, TRAXX FM diffuse les informations toutes les heures. Chaque bulletin dure environ 10 minutes. Les autres informations ont une durée de trois minutes :
| Durée | Couverture                                                              |
| ----- | ----------------------------------------------------------------------- |
| 07:00 | Nouvelles principales                                                   |
| 09:00 | Nouvelles nationales                                                    |
| 11:00 | Nouvelles du monde                                                      |
| 13:00 | Nouvelles principales                                                   |
| 17:00 | Nouvelles principales / rapport parlementaire : édition de l'après-midi |
| 19:00 | Actualités commerciales / nouvelles principales (jours non ouvrables)   |
| 21:00 | Nouvelles principales / rapport parlementaire : édition du soir         |
| 23:00 | Nouvelles principales                                                   |

## Fréquences radio
| Fréquence | Station de diffusion           | Couverture                                                                               |
| --------- | ------------------------------ | ---------------------------------------------------------------------------------------- |
| 90.3 MHz  | Kuala Lumpur Tower             | Kuala Lumpur                                                                             |
| 100.1 MHz | Gunung Ulu Kali                | Kuala Lumpur, Selangor, West Pahang, et South Perak (y compris Tapah)                    |
| 101.1 MHz | Gunung Brinchang               | Cameron Highlands                                                                        |
| 90.1 MHz  | Gunung Kledang                 | Ipoh et Central Perak                                                                    |
| 105.3 MHz | Bukit Larut                    | Taiping, North Perak et parties sud de Penang                                            |
| 88.7 MHz  | Gunung Telapa Burok            | Negeri Sembilan et Selangor du Sud                                                       |
| 97.4 MHz  | Gunung Ledang                  | Melaka et le Nord de Johor                                                               |
| 102.9 MHz | Gunung Pulai                   | South Johor, Singapour et les îles Batam                                                 |
| 88.5 MHz  | Bukit Genting                  | Balik Pulau, Penang. La fréquence utilisée était de 90,1 MHz, a changé au début de 2013. |
| 98.7 MHz  | Gunung Jerai                   | Kedah, Perlis, Penang et Langkawi                                                        |
| 98.4 MHz  | RTM Gerik                      | Grik                                                                                     |
| 105.3 MHz | Bukit Pelindung                | Kuantan, East Pahang, South Terengganu                                                   |
| 98.9 MHz  | Bukit Bauk                     | Dungun, Terengganu                                                                       |
| 89.7 MHz  | Bukit Besar                    | Central Terengganu                                                                       |
| 97.0 MHz  | Bukit Bintang                  | Besut, Terengganu                                                                        |
| 104.7 MHz | Teliput                        | Kota Bharu, Kelantan                                                                     |
| 89.9 MHz  | Bukit Istana                   | Jerantut, Pahang                                                                         |
| 105.9 MHz | Bukit Dedap                    | Sik, Kedah                                                                               |
| 91.7 MHz  | Bukit Palong                   | Baling, Kedah                                                                            |
| 92.9 MHz  | Bukit Tinggi                   | East Johor (Mersing)                                                                     |
| 90.8 MHz  | Bukit Tangki Air               | Jeli, Kelantan                                                                           |
| 98.5 MHz  | Bukit Bakar                    | Machang, Kelantan                                                                        |
| 105.3 MHz | Gunung Kinabalu                | Central Sabah                                                                            |
| 90.7 MHz  | Telipok                        | Kota Kinabalu, Sabah                                                                     |
| 91.10 MHz | Keningau, Sabah & Tenom, Sabah |                                                                                          |
| 97.1 MHz  | Gunung Andrassy                | Tawau, Sabah                                                                             |
| 94.3 MHz  | Bukit Trig                     | Sandakan, Sabah                                                                          |
| 90.3 MHz  | Bukit Timbalai                 | Labuan                                                                                   |
| 90.5 MHz  | Gunung Silan                   | Lahad Datu, Sabah                                                                        |
| 89.9 MHz  | Gunung Serapi                  | Kuching, Sarawak                                                                         |
| 104.5 MHz | RTM Miri                       | Miri, Sarawak                                                                            |
| 92.3 MHz  | Sarikei, Sarawak               |                                                                                          |
| 98.5 MHz  | Bukit Setiam                   | Bintulu, Sarawak                                                                         |
| 102.5 MHz | Bukit Lima                     | Sibu, Sarawak                                                                            |
| 102.3 MHz | Bukit Mas                      | Limbang, Sarawak and Brunei                                                              |
| 94.7 MHz  | Bukit Senggora                 | Maran, Pahang                                                                            |